# Museo di antropologia ed etnografia dell'Università degli Studi di Torino
Il Museo di Antropologia ed Etnografia dell'Università degli Studi di Torino (MAET) è stato fondato nel 1926 dal medico psichiatra e antropologo Giovanni Marro. È chiuso al pubblico dal 1984 e fa parte del Sistema Museale di Ateneo dal 2014; è  in attesa di essere riallestito presso il Palazzo degli Istituti Anatomici di Torino, dove sono già presenti il Museo di Anatomia Umana Luigi Rolando e il Museo di Antropologia Criminale Cesare Lombroso.

## Storia

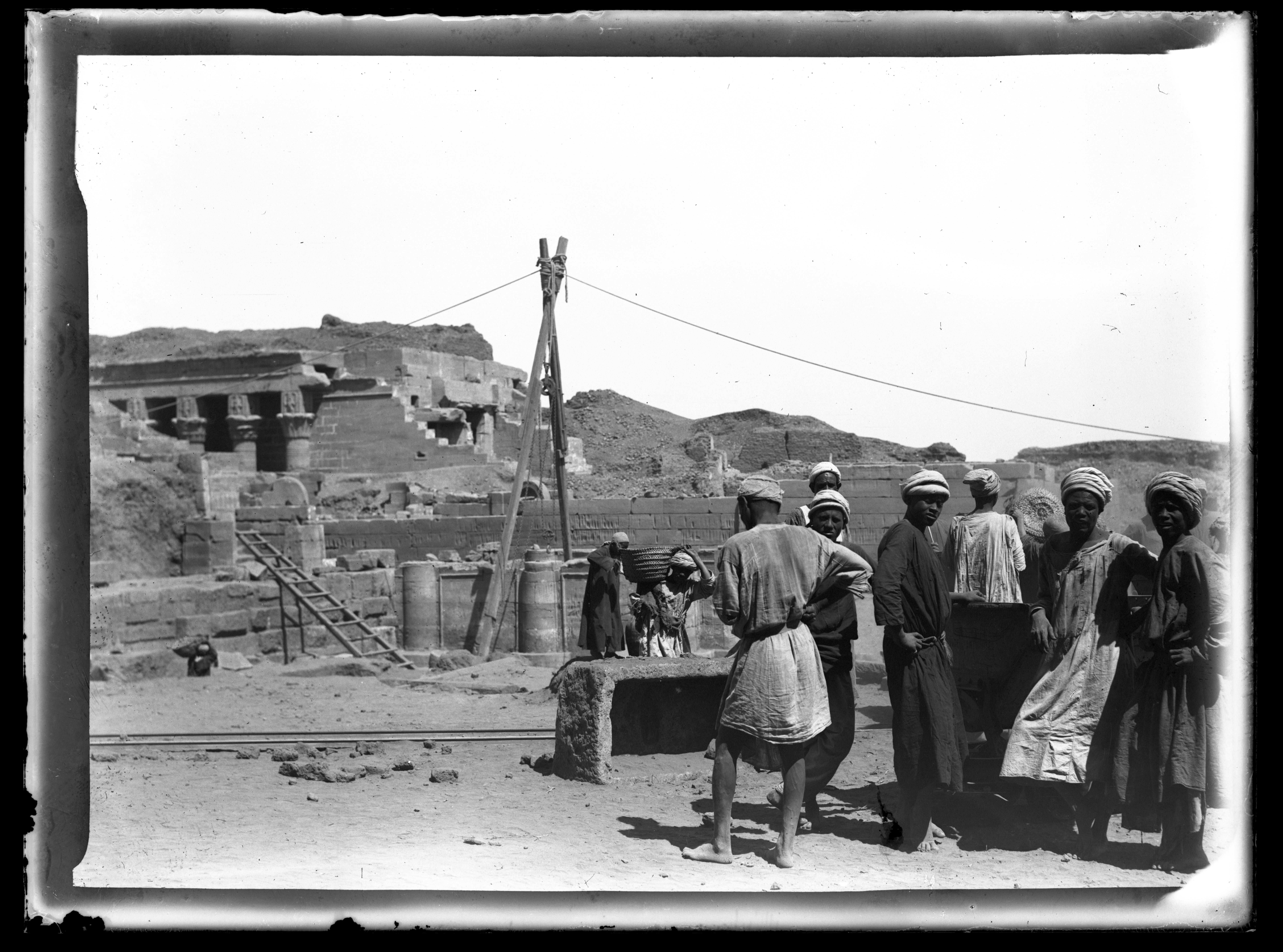
Alcuni operai egiziani al lavoro presso il tempio di Hathor a Dendera, primi del Novecento. Foto archivio Museo di antropologia UniTo MAFM.

La storia del Museo è collegata a quella dell’omonimo Istituto universitario nato nel 1923 negli ammezzati di Palazzo Carignano e presieduto dallo stesso Giovanni Marro. Sin da subito, il direttore avviò la costituzione di una ricca collezione di reperti antropologici, frutto di campagne di scavo condotte in Egitto dalla Missione Archeologica Italiana guidata da Ernesto Schiaparelli a cui Marro partecipò in quanto antropologo. Contemporaneamente, il nascente patrimonio del Museo fu arricchito da raccolte di manufatti etnografici di svariata origine e provenienza, nonché manufatti artistici realizzati da ricoverati presso l’Ospedale Psichiatrico di Collegno.
Nel 1936 le collezioni furono trasferite nella sede dell’antico Ospedale San Giovanni Battista di Torino. Disponendo di nuovi locali, le collezioni si ampliarono notevolmente. Tra il 1962 ed il 1968 si attuò una nuova fase di ristrutturazione e venne impostato un nuovo percorso espositivo. Nel 1984 il MAET fu costretto alla chiusura al pubblico in quanto i locali dello storico edificio non erano più rispondenti alle nuove norme di sicurezza. Fra il 1996 e il 2014 furono realizzate numerose azioni volte alla presentazione delle collezioni attraverso l’allestimento di mostre tematiche temporanee o itineranti e cicli di conferenze. Con l'adesione al Sistema Museale di Ateneo di Torino nel 2014, è stato avviato il progetto di trasferimento delle collezioni al Palazzo degli Istituti Anatomici.

## Collezioni
Il nucleo fondante del Museo è la collezione di reperti antropologici egizi che consta di 550 scheletri completi (di cui una sessantina di epoca neolitica) e 600 crani isolati, la maggior parte in ottimo stato di conservazione. Questi reperti provengono dagli scavi della Missione Archeologica Italiana in Egitto fra il 1905 e il 1920 presso le località di Gebelein, Assuan, e Asyut. Oltre al materiale osteologico, la collezione comprende 80 teste di mummia (alcune predinastiche) e più di 30 corpi mummificati o imbalsamati.
Il MAET conserva una ricca collezione etnografica, frutto di donazioni avvenute nel corso del Novecento da parte di ricercatori, viaggiatori e antiquari. Il corpus etnografico offre esempi della cultura materiale di una grande varietà di culture. Le provenienze dei manufatti, infatti, toccano tutti i continenti. Di area europea vanno citati i corpora dalle Alpi occidentali e dalla Romania. Dall'Africa sono presenti oggetti raccolti nel Congo belga tra la fine del XIX secolo e i primi anni del XX, ma anche manufatti prodotti in Africa orientale, in Zambia, in Sud Africa, nel Corno d'Africa e in Libia. Il corpus più consistente è quello asiatico che comprende oggetti provenienti da Afghanistan, Pakistan, India, Cina, Giappone e Giava. Dall'America del nord si contano numerosi cestini e oggetti di uso quotidiano prodotti sulla costa nord occidentale. Il corpus latinoamericano è, invece, composto da manufatti provenienti da Messico, Guatemala, Brasile e dall'area di Gran Chaco. Dal Messico provengono, inoltre, una sessantina di reperti archeologici, molto probabilmente di origine Maya, mentre dal Perù è conservato un reperto umano mummificato risalente alla cultura Chancay. Il museo poi custodisce l’unico Zemi antillano della popolazione Taino in cotone esistente al mondo di epoca precolombiana, rinvenuto a fine Ottocento in una grotta della Repubblica Dominicana.
Nella prima metà del Novecento, il fondatore del Museo collezionò anche una raccolta di manufatti artistici realizzati da ricoverati nei Regi Ospedali Psichiatrici di Torino (in particolare di Collegno), dove lavorava come psichiatra. Già il padre, Antonio Marro, Direttore del Mamicomio fra il 1890 e il 1913, aveva espresso interesse per le creazioni artistiche prodotte in ambito manicomiale e aveva iniziato a conservarle. A partire dagli anni 80 del Novecento, la collezione è stata ribattezzata Art Brut, rifacendosi alla definizione del pittore francese Jean Dubuffet.
Fra il patrimonio museale si possono inoltre annoverare collezioni archeologiche, collezioni osteologiche varie, collezioni di strumenti scientifici, collezioni cerebrologiche, collezioni di calchi in gesso e in resina e collezioni fotografiche. Infine, il MAET comprende anche una biblioteca storica di 350 volumi e un archivio storico di 5 metri lineari.